# Джонс, Грейс (долгожительница)
Грейс Аделаида Джонс (англ. Grace Adelaide Jones; 7 декабря 1899 — 14 ноября 2013) — британская долгожительница, старейшая жительница Великобритании с 29 февраля 2012 года до своей смерти 14 ноября 2013 года в возрасте 113 лет и 342 дней. Она стала последней британкой, родившейся в 1800-х годах.

## Биография
Грейс Джонс родилась 7 декабря 1899 года в районе Лондона под названием Бермондси. У неё было семеро братьев и сестёр. Джонс никогда не была замужем, так как её жених Альберт Рис (англ. Albert Rees) погиб в Первой мировой войне в 19-летнем возрасте и, как она рассказывала позже, ей в жизни никто не понравился так, как Рис.
Джонс объясняла своё долгожительство «хорошей английской едой» и тем, что она избежала обморожений. Она жила одна в квартире в родном Бермондси. 2 декабря 2011 года вор украл из её квартиры 300 фунтов. На следующий день произошла ещё одна попытка ограбления. По поводу ограблений она сказала в интервью: «Не знаю, смогу ли я оправиться. Я напугана». 24 января её ограбили в третий раз. Впоследствии вора, ответственного за это ограбление и предшествовавшую ему попытку, приговорили к четырём с половиной годам лишения свободы.
Пережившая всех своих близких родственников и друзей, Джонс считала соседей своей семьёй: «Сейчас они — моя семья, и они знают это. Они очень добры со мной». Свой 113-й день рождения она отметила в компании соседей и местного парламентария Саймона Хьюза.
В конце 2013 года Грейс Джонс попала в больницу с травмами, полученными при падении. Она умерла в больнице несколько недель спустя, 14 ноября 2013 года.